# المدیل (مینه‌سوتا)
المدیل، مینه‌سوتا (به انگلیسی: Elmdale, Minnesota) یک شهر در ایالات متحده آمریکا است که در شهرستان موریسون، مینه‌سوتا واقع شده‌است.

## خصوصیات
المدیل ۸٫۸۶ کیلومترمربع مساحت و ۱۱۶ نفر جمعیت دارد و ۳۵۵ متر بالاتر از سطح دریا واقع شده‌است.